# Verre ouragan
Pour les articles homonymes, voir Verre (homonymie), Ouragan (homonymie) et Hurricane.
Un verre ouragan ou verre hurricane (hurricaneglas, en anglais) est une forme de verre à cocktail (de 44 à 70 cL de contenance en général, variante moins large du verre tulipe) utilisé en particulier pour le cocktail ouragan. Ce dernier étant originaire de La Nouvelle-Orléans en Louisiane, dont il tient son nom.

## Histoire
Le verre ouragan et le cocktail ouragan (à base de rhum, de jus de citron vert et de sirop de fruit de la passion) sont originaires du jazz bar-restaurant « Pat O'Brien's Bar (en) » situé dans le quartier français de La Nouvelle-Orléans en Louisiane.
Initialement élaboré sur place dans les années 1940, ce cocktail est servi dans cette forme de verre inspirée des lampes-tempête (hurricane lamp, en anglais) dont la forme incurvée du verre est conçue pour protéger la flamme des vents et tempêtes dans cette zone subtropicale particulièrement propice aux ouragans. 
D'autres cocktails sont (ou peuvent être servis) dans ce type de verre, comme le punch planteur, la piña colada, la tequila sunrise, le Singapore Sling, le blue Hawaii, l'acapulco, le Swimming Pool et bien d'autres.

## Quelques variantes
- Ballon (verre)
- Coupe (récipient)
- Flûte (verre)
- Girafe (récipient)
- Old Fashioned glass
- Tulipe (verre)
- Tumbler
- Verre à cocktail
- Verre Collins
- Verre à cognac
- Verre highball
- Verre à shot
- Verre à vin
- Yard glass